# Liste der gefallenen Adeligen auf Habsburger Seite in der Schlacht bei Sempach/T

## T
| Geschlecht                      | Vorname(n) | Einheitsname                 | Stammsitz                        | abweichende Schreibweisen                                                              | Quelle(n) | Anmerkungen | Wappen                                 |
| ------------------------------- | --- | ---------------------------- | -------------------------------- | -------------------------------------------------------------------------------------- | --- | --- | -------------------------------------- |
| Tharandt                        | Friderich; Fridricus | Friderich Tharandt           | Tirol (Steinach?) Burg Tharandt? | Tarandt; Tarrant; Tarraws; Thorand                                                     | • Conrad Schnitt: Wappenbuch der Baslerischen Geschlechter, 1530 • Oesterreichische Chronik des Veit Arenpeck, 1488–1495 • Aegidius Tschudi: Chronicon Helveticum • Liste des Christian Wurstisen, nach 1580 | liegt in Königsfelden begraben |                                        |
| Teck                            | Conrad | Konrad V. von Teck           | Burg Teck                        | Deck                                                                                   | Schlachtkapelle Sempach | einzige Nennung; alternative Todesdaten: 29. Oktober 1385 oder 10. Juli 1386 (Tag nach der Schlacht); beigesetzt in Ferrara, dem Herkunftsort seiner Ehefrau Berta (Verde/Viridis) d’Este                   |                                        |
| Tegerfelden                     | Franciscus; Ulrich; Francz Vlrich; Frantz Vlrich; Vlrich; Uolricus; Frantz Ulrich; Frantz Uolrich; Frantz Vlrich; Sigmund; | Franz Ulrich von Tegerfelden | Burg Tegerfelden                 | Dägerfeld; Degerfeld; Tägerfeld; Tagervelt; Tegerfeld; Tegerfels; Tegerfelt; Tegeruelt | • Eydgnössisch-schweytzerischer Regiments Ehren-Spiegel • Zusätze zu Petermann Etterlins Chronik, 1531–1545 • Thurgauer Chronik • Chronik des Nicolaus Stulmann, 1407 • Anonyme österreichische Chronik in Stuttgart, Handschrift 16. Jh. • Conrad Schnitt: Wappenbuch der Baslerischen Geschlechter, 1530 • Oesterreichische Verlustliste, 1488 • Petermann Etterlin´s Chronik, Basel, 1507 • Luzerner Chronik von Melchior Russ, 1482 • Breisgauische Liederhandschrift, 1445 • Oesterreichische Verlustliste, ca. 1484 • Liste des Christian Wurstisen, nach 1580 | |                                        |
| Thierstein                      | Johannes; Hans; Hanns; | Johannes von Thierstein      | Basel                            | Tierstein; Tierstain; Tyerstein; Tyersteiner;                                          | • Oesterreichische Verlustliste, 1488 • Frankfurter Verlustliste • Anonyme österreichische Chronik in Stuttgart, Handschrift 16. Jh. • Luzerner Chronik von Melchior Russ, 1482 • Constanzer Chronik • Gebhard Dacher´s Konstanzer Chronik, 1470 • Oesterreichische Verlustliste, ca. 1484 • Thurgauer Chronik • Zusätze zu Petermann Etterlins Chronik, 1531–1545 • Breisgauische Liederhandschrift, 1445 • Conrad Schnitt: Wappenbuch der Baslerischen Geschlechter, 1530 • Chronik des Benedictinerstiftes Zwettel in Österreich • Schwäbische Chronik • Aegidius Tschudi: Chronicon Helveticum • Liste des Christian Wurstisen, nach 1580                                                                                                   | "diss warent von Strasburg und uss dem Elsass" |                                        |
| Thierstein                      | Walraf; Waldraff; Wallrach; Walrafe; Walramus                                                                              | Walraf von Thierstein        | Blumberg                         | Tierstein; Tierstain; Tyerstein                                                        | • Gebhard Dacher´s Konstanzer Chronik, 1470 • Thurgauer Chronik • Luzerner Chronik von Melchior Russ, 1482 • Oesterreichische Verlustliste, 1488 • Eydgnössisch-schweytzerischer Regiments Ehren-Spiegel • Gebhard Dacher´s Konstanzer Chronik, 1470 • Thurgauer Chronik; Oesterreichische Verlustliste, 1488 • Constanzer Chronik • Breisgauische Liederhandschrift, 1445 • Frankfurter Verlustliste • Aegidius Tschudi: Chronicon Helveticum • Liste des Christian Wurstisen, nach 1580 | "von blumberg"; "der jung graff" ; |                                        |
| Thorberg                        | Ulrich | Ulrich von Thorberg          | Etsch                            | Torberg                                                                                | Luzerner Chronik von Melchior Russ, 1482 | "diss warent ab der Etsche"; einzige Nennung |                                        |
| Thüringen                       | Conrat; Counrat; Tauratt                                                                                                   | Conrat von Thüringen         | Etsch                            | Dürikon, Thüring; Thüringen                                                            | • Conrad Schnitt: Wappenbuch der Baslerischen Geschlechter, 1530 • Schlachtkapelle Sempach | "ab der Etsch"; liegt in Königsfelden begraben |                                        |
| Thurn                           | Conrat; Conradt; Conrad; Cunrat; Cunrad; Cunradt                                                                           | Conrat im Thurn              | Etsch                            | Turen; Turm an der Etsch; Turn                                                         | • Conrad Schnitt: Wappenbuch der Baslerischen Geschlechter, 1530 • Eydgnössisch-schweytzerischer Regiments Ehren-Spiegel • Anonyme österreichische Chronik in Stuttgart, Handschrift 16. Jh. • Luzerner Chronik von Melchior Russ, 1482 • Breisgauische Liederhandschrift, 1445 • Oesterreichische Verlustliste, 1488 • Thurgauer Chronik • Oesterreichische Verlustliste, ca. 1484 • Aegidius Tschudi: Chronicon Helveticum • Liste des Christian Wurstisen, nach 1580 | "diss warent ab der Etsche"; schiltig ritter und knecht" ; liegt in Königsfelden begraben |                                        |
| Thurn                           | Wilhelm; Wilhalm | Wilhelm im Thurn             | Schaffhausen                     | Thurnn; Turn                                                                           | • Oesterreichische Verlustliste, 1488 • Conrad Schnitt: Wappenbuch der Baslerischen Geschlechter, 1530 • Chronik des Nicolaus Stulmann, 1407 • Thurgauer Chronik | "dis sind von Schaffhusen" Die Herren von In Thurn kauften 1666 Burg Wildenstein bei Rottweil |                                        |
| Tick                            | | siehe Dick                   |                                  |                                                                                        | | |                                        |
| Tierberg                        | Ulricus; Ulrich; Vlrich; Uolrich                                                                                           | Ulrich von Tierberg          | Burg Altentierberg?              | Gerberg; Thierberg; Thierstein; Thyerberg; Tiernbergkh; Tirberk                        | • Oesterreichische Chronik des Veit Arenpeck, 1488–1495 • Anonyme österreichische Chronik in Stuttgart, Handschrift 16. Jh. • Eydgnössisch-schweytzerischer Regiments Ehren-Spiegel • Luzerner Chronik von Melchior Russ, 1482 • Jakob Twinger von Königshofen, Stiftsherr zu Straßburg • Petermann Etterlin´s Chronik, Basel, 1507 • Stadtchronik von Bern und Conrad Justingers Berner-Chroni, 1414/1420 • Conrad Schnitt: Wappenbuch der Baslerischen Geschlechter, 1530 • Breisgauische Liederhandschrift, 1445 • Thurgauer Chronik; • Oesterreichische Verlustliste, 1488 • Johann Viler: Chronica von Keisern, Paepsten, Eidgenossenschaft und Elsass • Aegidius Tschudi: Chronicon Helveticum • Liste des Christian Wurstisen, nach 1580 | "diss warent von Strasburg und uss dem Elsass"; "Item die von Araw"; "Ab der Etsch"; "von Ergau"; "Item von der Ritterschafft aus Swaben"                                                                   |                                        |
| Tirmenstein                     | Anton; Anthies; Anthes; Antis; Anthoni; Antonius; Morant; Morandt                                                          | Anton von Tirmenstein        | Elsass                           | Dürmenstein; Durnstain; Tiernstein;                                                    | • Jakob Twinger von Königshofen, Stiftsherr zu Straßburg • Conrad Schnitt: Wappenbuch der Baslerischen Geschlechter, 1530 • Oesterreichische Verlustliste, 1488 • Thurgauer Chronik • St. Blasianer Handschrift von Königshofens Chronik • Klingenberg Chronik • Anonyme österreichische Chronik in Stuttgart, Handschrift 16. Jh. • Petermann Etterlin´s Chronik, Basel, 1507 • Aegidius Tschudi: Chronicon Helveticum | "des von Ochsensteins diener"; "Item die von Fridburg" ; Tschudi erwähnt ihn lediglich unter den Leuten "Ab der Etsch" unter Morant ohne weiteren Namenszusatz.                                             |                                        |
| Toggenburg                      | Donat | Donat von Toggenburg         | Burg Alt-Toggenburg              |                                                                                        | Eydgnössisch-schweytzerischer Regiments Ehren-Spiegel | einzige Nennung | Wappen Toggenburg – Zürcher Wappenbuch |
| Truchsäss; Truchsess; Truchsesz | | siehe Waldburg               |                                  |                                                                                        | | |                                        |
| Tübingen                        | Ulrich | Ulrich von Tübingen          |                                  |                                                                                        | Eydgnössisch-schweytzerischer Regiments Ehren-Spiegel | "Pfaltzgraf"; einzige Nennung |                                        |
| Türcken?                        | Henman; Hammann; Hermann Schurffannen                                                                                      | Henman von Türcken           |                                  | Türicon; Turcken                                                                       | • Conrad Schnitt: Wappenbuch der Baslerischen Geschlechter, 1530 • Oesterreichische Verlustliste, 1488 • Eydgnössisch-schweytzerischer Regiments Ehren-Spiegel | "schiltig ritter und knecht" |                                        |
| Tüßlingen; Tusslingen           | | siehe Stühlingen             |                                  |                                                                                        | | |                                        |
| Tütscher?                       | Conrater | Conrat Tütscher              |                                  |                                                                                        | Chronik des Nicolaus Stulmann, 1407 | "Pfaltzgraf"; einzige Nennung |                                        |
| Tütscher?                       | Hainrich; Heini | Hainrich Tütscher            |                                  | Türn; Tüsse                                                                            | • Chronik des Nicolaus Stulmann, 1407 • Zusätze zu Petermann Etterlins Chronik, 1531–1545 | bei Hainrich Türn steht im Zusatz "Tütscher". Es kann sein, dass es sich bei der Bezeichnung Tütscher um die Kennzeichnung eines Mitglieds des Deutschen Ritterordens und nicht um einen Nachnamen handelt. |                                        |